# Craig Maltman
Craig Maltman  (23 maart 1953)  is een Schotse golfprofessional. Hij woont in Eyemouth.
Maltman is altijd een teachingpro gebleven maar speelde tussendoor op de Schotse Tartan Tour. Hij speelde ook 58 toernooien op de Europese PGA Tour. Zijn beste seizoen was 1990, zijn beste resultaat het Schots Open in 1992, toen hij op de 28ste plaats eindigde en € 7.245 verdiende (de winnaar verdiende toen maar € 140.000). Een jaar later won hij het Kenya Open, wat deel uitmaakt van de Europese Challenge Tour. Daar verdiende hij € 15.942,58.
Van 1992-1994 zat hij in het Britse team dat tegen de Amerikanen de PGA Cup speelde. Zijn teamgenoten waren onder meer Paul Carman, John Chillas, Peter Cowen, John Harrison, Robin Mann en Russell Weir.
Sinds zijn vijftigste verjaardag heeft hij 52 toernooien op de Europese Senior Tour gespeeld.

## Gewonnen
- 1993: Kenya Open (-8) op de Muthaiga Country Club

## Teams
- PGA Cup: 1992 (The K Club) en 1994 (Florida)